# Hordaland
Hordaland, Hordalândia (em latim: Hordalandia) ou Hórdia (Hordia) foi um condado da Noruega, com 15 450 km² de área e 448 343 habitantes. O condado fazia fronteira com os condados Sogn og Fjordane, Buskerud, Telemarca e Rogalândia.        

## Comunas
- Austrheim
- Askøy
- Austevoll
- Bergen
- Bømlo
- Eidfjord
- Etne
- Fedje
- Fitjar
- Fjell
- Fusa
- Granvin
- Jondal
- Kvam
- Kvinnherad
- Lindås
- Masfjorden
- Meland
- Modalen
- Odda
- Os i Hordaland
- Osterøy
- Øygarden
- Radøy
- Samnanger
- Stord
- Sund
- Sveio
- Tysnes
- Ullensvang
- Ulvik
- Vaksdal
- Voss

Nota: Em 1 de janeiro de 2002 a antiga comuna de Ølen foi transferida do condado de Hordaland para Rogaland.